# Tigst Assefa
Tigst Assefa, även benämnd Tigist Assefa, född 3 december 1996, är en etiopisk friidrottare som tävlar i långdistanslöpning och maraton.

## Karriär
Assefa kom först i Berlins maraton både 2022 och 2023. Vid OS 2024 tog hon silver på maraton.